# Sdružení hasičů Čech, Moravy a Slezska
Sdružení hasičů Čech, Moravy a Slezska (SHČMS) je organizace sdružující dobrovolné hasiče v České republice. Sdružení vzniklo v roce 1991 jako nástupnická organizace Československého svazu požární ochrany (ČSPO).
Základní jednotkou SH ČMS jsou sbory dobrovolných hasičů (SDH). Sdružení má 8500 SDH s 350 tisíci řádných členů. SDH v blízkém okolí se sdružují v okrscích, ze kterých se skládá Okresní sdružení hasičů (počet 78) a čtrnáct Krajských sdružení hasičů. Výše jmenovaná sdružení zastřešuje SH ČMS v čele se starostou.

## Členská základna
- V roce 2021 bylo v SH ČMS evidováno 358 897 členů, včetně 61 691 dětí a mládeže ve věku do 18 let. Evidováno bylo 7 637 sborů dobrovolných hasičů.
- K 1. lednu 2015 bylo v SH ČMS evidováno 348 481 členů. Včetně 50 248 dětí a mládeže ve věku do 18 let. SH ČMS má evidovaných 7783 sborů dobrovolných hasičů (SDH), 77 okresních sdruženích hasičů (OSH), 14 krajských sdružení hasičů (KSH).
- K 31. 12. 2014 bylo 70 503 dobrovolných hasičů zapojeno v 7077 jednotkách požární ochrany obcí a 144 JPO podniků.

## Starostové
- od 2021:   Ing. Monika Němečková
- 2018–2021: Jan Slámečka
- 2000–2018: Ing. Karel Richter
- 1991–2000: Ing. Rudolf Maňoušek

## Zařízení SH ČMS
- Ústřední hasičská škola Jánské Koupele
- Ústřední hasičská škola Bílé Poličany
- Centrum hasičského hnutí Přibyslav

## Hasičské desatero
1. Nehledej v dobrovolném sboru hasičském ni zisku, ni slávy, nýbrž jen povinnosti bratrské pomoci v neštěstí.
2. Jsi-li hasičským dobrovolníkem, buď jím celou duší a celým tělem, nemáš-li dobré vůle, nejsi dobrovolníkem a jsi dobré věci na obtíž.
3. Buď obětavý a statečný, ale jednej vždy s rozvahou, zbytečně nevydávej se v nebezpečí a dbej v činnosti hasičské svého zdraví.
4. Jsi-li činovníkem, nevypínej se nad jiné, ale pamatuj, že ti, kteří Tě zvolili, očekávají od Tebe činnosti zvýšenou a všechny přednosti těla i duše.
5. Bratry své považuj za rodné, jsi-li vzdělanější, nepohrdej jimi, ale hleď se jich povznést.
6. Pamatuj, že na hasičském dobrovolníku se žádá povaha přímá, šlechetná a vlastenecká, v pospolitém jednání počestná a vlídná.
7. Užitečnost hasičského zřízení dokazuje se lépe skutky než slovy, ale zájmy hasičské dlužno vždy a všude slušným způsobem hájit.
8. Nevyvolávej ve spolku různic, sporů a pohoršení, ale přičiň se kvůli dobré věci, abys všeliké neshody přátelským způsobem zamezil nebo usmířil.
9. Máš-li na sobě čestný stejnokroj hasičského dobrovolníka, pamatuj, že nevhodným způsobem a chováním nezpůsobíš hanbu jen sobě, ale zařízení, jehož odznak nosíš.
10. Jsi-li členem hasičské dobrovolnosti, pak se tímto desaterem řiď a pak budeš dobrým hasičským dobrovolníkem.

## Soutěže
- Mistrovství ČR
- Český pohár
- Hra Plamen
- Požární útok
- Šumavská hasičská liga